# Sulpicius Gallus (Mondkrater)
Sulpicius Gallus ist ein Einschlagkrater auf der Mondvorderseite.
Er liegt südlich und östlich zu Füßen der Gebirgskette Montes Haemus, die den Rand des Mare-Serenitatis-Beckens bildet.
Nordwestlich des Kraters verlaufen die Rimae Sulpicius Gallus parallel zu den Montes Haemus und südöstlich die Dorsa Sorby in gleicher Richtung. Ebenfalls parallel zu den Montes Haemus verläuft weiter im Inneren des Mare Serenitatis der Höhenrücken des Dorsum Buckland. Der Krater hat eine relativ hohe Albedo, mit einem scharfen Rand, der kaum Verwitterungserscheinungen zeigt.
Die nähere Umgebung des Kraters weist eine geologische Vielfalt mit pyroklastischen Ablagerungen auf, die erhebliche Mengen an Schwefel, Zink, Blei und Ilmenit (titanhaltiges Eisenerz) enthalten, weshalb ihr im Rahmen des Lunar-Reconnaissance-Orbiter-Programms große Aufmerksamkeit geschenkt wurde.
| Buchstabe | Position           | Durchmesser | Link |
| --------- | ------------------ | ----------- | ---- |
| A         | 22,07° N, 8,93° O  | 4 km        |      |
| B         | 17,99° N, 12,95° O | 7 km        |      |
| G         | 19,78° N, 6,31° O  | 6 km        |      |
| H         | 20,53° N, 5,73° O  | 4 km        |      |
| M         | 20,39° N, 8,7° O   | 4 km        |      |

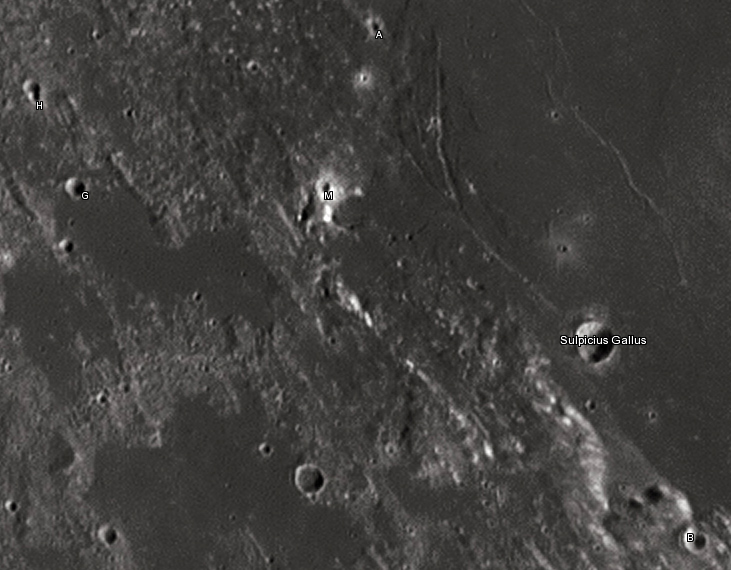
Mondkrater Sulpicius Gallus von der Erde aus gesehen mit beschrifteten Nebenkratern

Der Krater wurde 1935 von der IAU nach dem römischen Feldherrn und Astronomen Gaius Sulpicius Galus offiziell benannt.